# Aïn Abid
Pour les articles homonymes, voir Abid.
Aïn Abid (en arabe : عين عبيد ; en tifinagh : ⵄⵉⵏ ⵄⴱⵉⴷ), est une commune de la wilaya de Constantine en Algérie.

## Géographie
Aïn Abid est située à 40 km au sud-est de Constantine, une des grandes communes de la wilaya telle qu'El Khroub, Aïn Smara et Hamma Bouziane.